# Valentina Vezzali
Maria Valentina Vezzali, née le 14 février 1974 à Jesi, est une escrimeuse italienne, pratiquant le fleuret. Athlète italienne la plus médaillée, elle totalise six médailles d'or olympiques, dont trois individuelles remportées consécutivement (2000, 2004, 2008) : c'est la première escrimeuse à réaliser cet exploit. Elle a également remporté 16 titres mondiaux, dont 6 individuels et 13 européens, dont 5 individuels, ainsi que 11 Coupes du monde (avec 76 épreuves gagnées), ce qui constitue le record mondial de 35 titres majeurs. Elle compte également deux médailles d'or lors des Jeux méditerranéens et quatre titres lors des Universiades, ainsi que 20 titres nationaux italiens. Depuis 2013, elle est également députée de Choix civique, dont elle est vice-présidente, au sein de la Chambre des députés. Elle met un terme à sa carrière en 2016 en remportant la médaille d'argent des championnats du monde, après en avoir obtenu deux du même métal 22 ans plus tôt, en 1994 à Athènes.

## Biographie
D'une famille aisée originaire de la province de Reggio d'Émilie, la plus grande dame de l'escrime mondiale découvre l'escrime à l'âge de six ans. Elle évolue au club local de Jesi qui a déjà fourni des escrimeurs à l'équipe italienne lors de compétitions olympiques. Son père, son premier entraîneur, meurt d'un cancer lorsqu'elle a quinze ans.
Après une place de sixième lors de ses premiers championnats du monde, elle remporte l'année suivante deux médailles d'argent à Athènes, en individuel et par équipes. l'année suivante, elle remporte de nouveau deux médailles, du bronze.
Vient alors sa première participation aux Jeux olympiques de 1996. Elle y remporte le titre olympique par équipes et la médaille d'argent dans l'épreuve individuelle.
Pour les mondiaux suivants, l'équipe italienne confirme son titre olympique en obtenant une nouvelle médaille d'or. Ce titre est de nouveau confirmé en 1998.
Sa première consécration à titre individuel a lieu lors de l'édition de 1999. L'année suivante, elle confirme sa  première place mondiale en remportant l'or des Jeux olympiques de 2000 à Sydney, titre qui est doublé avec le titre par équipes.
Elle remporte deux nouveaux titres individuels sur le plan mondial en 2001 et 2003. Vient alors une nouvelle échéance olympique, avec les Jeux olympiques de 2004 à Athènes où elle confirme son titre olympique obtenu quatre ans plus tôt. Mais dans cette édition, il n'y a pas de tournoi par équipes organisé.
En 2005, elle réussit l'exploit de remporter le titre mondial seulement quatre mois après avoir mis au monde un petit garçon.
Les mondiaux 2006 représentent un énorme défi pour elle : ils se déroulent en Italie, à Turin. De plus, elle a la possibilité de rejoindre au sommet du palmarès mondial le Soviétique Alexandre Romankov, seul escrimeur à détenir 5 médailles d'or mondiales individuelles. C'est une de ses compatriotes, Margherita Granbassi, qui l'empêche de remplir son objectif, l'emportant par seulement une touche d'avance.
Après cette compétition, elle se fait opérer du ligament croisé antérieur du genou gauche, genou qui l'a gênée durant toute la saison.
Bien que se considérant comme n'ayant pas totalement recouvré l'ensemble de ses possibilités, elle rejoint Saint-Petersbourg où se déroulent les mondiaux 2007. Grâce à sa revanche dans une finale qui oppose, comme l'année précédente, les deux même fleurettistes, elle imite le Russe Stanislav Pozdniakov qui avait rejoint, quelques jours plus tôt, son compatriote Romankov au sommet du panthéon de l'escrime.
L'année suivante, lors des Jeux olympiques de Pékin, elle remporte son troisième titre olympique en individuel en battant la Coréenne Nam Hyun-hee sur le score de 6 touches à 5. Dans la compétition par équipes, l'Italie est éliminée en demi-finale par la Russie avant de remporter la médaille de bronze face à la Hongrie.
En 2009, elle remporte sans difficulté les Championnats d'Europe à Plovdiv en battant en finale Katja Wächter, 15 à 8. Lors des mondiaux se disputant à Antalya en Turquie, elle est éliminée par sa compatriote Elisa Di Francisca lors des quarts de finale sur le score de 15 à 10. Elle remporte tout de même un nouveau titre mondial en remportant la compétition par équipes face à la Russie.
En 2010, elle termine troisième aux championnats du monde à Paris après avoir été battue en demi-finale par sa compatriote Arianna Errigo. Lors de la compétition par équipes, elle remporte un nouveau titre mondial en l'emportant avec l'Italie face à la Pologne sur le score de 45 à 37.
Le 12 octobre 2011, elle remporte un sixième titre mondial individuel, en s'imposant 14-7 en finale des Championnats du monde à Catane contre sa compatriote Elisa Di Francisca qui l'avait battue plus tôt dans la saison en finale du championnat d'Europe. Cette sixième victoire individuelle fait d'elle l'escrimeuse la plus titrée de l'histoire devant Pozdniakov et Romankov. Lors de la compétition par équipes, les Italiennes sont opposées en finale aux Russes. Vezzali est la dernière escrimeuse italienne et doit assurer les dernières touches mais elle subit 10 touches contre 5 face à la Russe et l'Italie s'incline 45 à 44.
Désignée porte-drapeau de la délégation italienne lors des Jeux olympiques de Londres, elle est privée d'un quatrième titre consécutif par sa compatriote Arianna Errigo lors de la demi-finale, cette dernière l'emportant sur le score de 15 à 12. Opposée à la Coréenne Nam Hyun-hee, elle est menée 12 à 8 à treize secondes du terme de la rencontre. Elle parvient finalement à égaliser à la dernière seconde, puis s'impose ensuite lors de la mort subite. Elle remporte ainsi sa cinquième médaille individuelle en cinq participations olympiques.
Le 26 avril 2016, elle participe à sa dernière compétition, les Championnats du monde par équipes à Rio de Janeiro, n'ayant pas réussi à se qualifier (3e Italienne) pour les Jeux olympiques qui doivent se disputer la même année dans cette ville. Elle y remporte la médaille d'argent, battue par l'équipe russe  Elle annonce son retrait officiel des compétitions,.
En 2024 elle participe à la 18e saison de l'émission de survie L'isola dei famosi.

## Palmarès
- Jeux olympiques d'été
  -  Médaille d'or aux Jeux olympiques de 2008 à Pékin
  -  Médaille d'or aux Jeux olympiques de 2004 à Athènes
  -  Médaille d'or aux Jeux olympiques de 2000 à Sydney
  -  Médaille d'or par équipes aux Jeux olympiques de 2012 à Londres
  -  Médaille d'or par équipes aux Jeux olympiques de 2000
  -  Médaille d'or par équipes aux Jeux olympiques de 1996 à Atlanta
  -  Médaille d'argent aux Jeux olympiques de 1996
  -  Médaille de bronze aux Jeux olympiques de 2012
  -  Médaille de bronze par équipes aux Jeux olympiques de 2008
- Championnats du monde d'escrime
  -  Médaille d'or aux Championnats du monde d'escrime 2011 à Catane
  -  Médaille d'or aux Championnats du monde d'escrime 2007 à Saint-Pétersbourg
  -  Médaille d'or aux Championnats du monde d'escrime 2005 à Leipzig
  -  Médaille d'or aux Championnats du monde d'escrime 2003 à La Havane
  -  Médaille d'or aux Championnats du monde d'escrime 2001 à Nîmes
  -  Médaille d'or aux Championnats du monde d'escrime 1999 à Séoul
  -  Médaille d'argent aux Championnats du monde d'escrime 1994 à Athènes
  -  Médaille d'argent aux Championnats du monde d'escrime 2006 à Turin
  -  Médaille de bronze aux Championnats du monde d'escrime 2014 à Kazan
  -  Médaille de bronze aux Championnats du monde d'escrime 2010 à Paris
  -  Médaille de bronze aux Championnats du monde d'escrime 1998 à La Chaux-de-Fonds
  -  Médaille de bronze aux Championnats du monde d'escrime 1995 à La Haye
  -  Médaille d'or par équipes en 1995, 1997, 1998, 2001, 2004, 2009, 2010, 2013, 2014, 2015
  -  Médaille d'argent par équipes en 1994 à Athènes, 2006 à Turin et 2011 à Catane,2016
- Championnats d'Europe d'escrime
  -  Médaille d'or en 2010 à Leipzig
  -  Médaille d'or en 2009 à Plovdiv
  -  Médaille d'or en 2001 à Coblence
  -  Médaille d'or en 1999 à Bolzano
  -  Médaille d'or en 1998 à Plovdiv
  -  Médaille d'argent en 2011 à Sheffield
  -  Médaille d'argent en 2007 à Gand
  -  Médaille de bronze en 1993 à Linz
  -  Médaille de bronze en 2014 à Strasbourg
  -  Médaille d'or par équipes en 1999, 2001, 2009, 2010, 2011, 2012, 2014, 2015
  - Médaille d'argent par équipes en 2003 à Bourges
  -  Médaille de bronze par équipes en 1998 et 2007
- Coupe du monde d'escrime
  -  Vainqueur au classement général de 11 Coupes du monde de fleuret féminin : 1996, 1997, 1999, 2000, 2001, 2002, 2003, 2004, 2006, 2007, 2008, 2010.
  - 2e au classement général : 1995, 1998
    - Manche de Coupe du monde
      -  Médaille de bronze au tournoi d'escrime de Marseille 1992
      -  Médaille d'argent au tournoi d'escrime de Marseille 2004
      -  Médaille d'or au tournoi d'escrime de Marseille 2006
      -  Médaille d'or au tournoi d'escrime de Marseille 2009
      -  Médaille de bronze au tournoi d'escrime de Marseille 2010
      -  Médaille d'or au tournoi d'escrime de Marseille 2012
- Championnat d'Italie d'escrime
  - 27 d'or, 4 d'argent, 3 de bronze (15 médailles d'or, 2 d'argent, 1 de bronze en individuel, et 12 d'or, 2 d'argent, 2 de bronze par équipes).

### Distinction personnelle
En 2000, elle est nommée Commendatore Ordine al Merito della Repubblica Italiana (Commandeur de l'Ordre du Mérite de la République italienne). En septembre 2008, elle est élevée au titre de Grande ufficiale Ordine al Merito della Repubblica Italiana (Grand officier).

## Hommage
Le 7 mai 2015, en présence du président du Comité national olympique italien (CONI), Giovanni Malagò, a été inauguré  le Walk of Fame du sport italien dans le parc olympique du Foro Italico de Rome, le long de Viale delle Olimpiadi. 100 tuiles rapportent chronologiquement les noms des athlètes les plus représentatifs de l'histoire du sport italien. Sur chaque tuile figure le nom du sportif, le sport dans lequel il s'est distingué et le symbole du CONI. L'une de ces tuiles lui est dédiée .